# Pygommatius nilgiriensis
Pygommatius nilgiriensis là một loài ruồi trong họ Asilidae. Pygommatius nilgiriensis được Joseph & Parui miêu tả năm 1989.